# Камаргіто (Техас)
Камаргіто (англ. Camargito) — переписна місцевість (CDP) в США, в окрузі Старр штату Техас. Населення — 324 особи (2020).

## Географія
Камаргіто розташоване за координатами 26°20′43″ пн. ш. 98°44′20″ зх. д. / 26.34528° пн. ш. 98.73889° зх. д. (26.345219, -98.738798).  За даними Бюро перепису населення США в 2010 році переписна місцевість мала площу 0,19 км², уся площа — суходіл.

## Демографія
Згідно з переписом 2010 року, у переписній місцевості мешкало 388 осіб у 107 домогосподарствах у складі 89 родин. Густота населення становила 2031 особа/км².  Було 120 помешкань (628/км²).
Расовий склад населення:
| - 100,0 % — білих |

До двох чи більше рас належало 0,0 %. Частка іспаномовних становила 99,5 % від усіх жителів.
За віковим діапазоном населення розподілялося таким чином: 38,4 % — особи молодші 18 років, 52,8 % — особи у віці 18—64 років, 8,8 % — особи у віці 65 років та старші. Медіана віку мешканця становила 27,0 року. На 100 осіб жіночої статі у переписній місцевості припадало 83,9 чоловіків;  на 100 жінок у віці від 18 років та старших — 89,7 чоловіків також старших 18 років.
Середній дохід на одне домашнє господарство  становив 19 317 доларів США (медіана — 16 063), а середній дохід на одну сім'ю — 20 371 долар (медіана — 16 875). За межею бідності перебувало 49,2 % осіб, у тому числі 87,1 % дітей у віці до 18 років та 2,3 % осіб у віці 65 років та старших.
Цивільне працевлаштоване населення становило 138 осіб. Основні галузі зайнятості: освіта, охорона здоров'я та соціальна допомога — 39,9 %, фінанси, страхування та нерухомість — 11,6 %, науковці, спеціалісти, менеджери — 10,1 %, будівництво — 8,7 %.